# Forno Canavese
Forno Canavese é uma comuna italiana da região do Piemonte, província de Turim, com cerca de 3.716 habitantes. Estende-se por uma área de 16 km², tendo uma densidade populacional de 232 hab/km². Faz fronteira com Sparone, Pratiglione, Corio, Rivara, Rocca Canavese, Levone.

## Demografia
| Variação demográfica do município entre 1861 e 2011                               |
|                                                                                   |
| Fonte: Istituto Nazionale di Statistica (ISTAT) - Elaboração gráfica da Wikipedia |